# ݻ
Yāʾ bari petit chiffre trois suscrit ‹ ݻ › est une lettre additionnelle de l’alphabet arabe utilisée dans l’écriture du bourouchaski. Elle est composée d’un yāʾ bari ‹ ے › diacrité d’un petit trois ‹ ۲ › suscrit et, contrairement à celui-ci, elle a des formes initiale et médiane avec deux points souscrits (identiques aux formes initiale et médiane de yāʾ farsi petit chiffre trois suscrit).

## Utilisation
En bourouchaski, ‹ ݻ › représente une voyelle mi-fermée antérieure non arrondie longue [eː].